# Mar Caspio
El mar Caspio (en ruso: Каспийское море; en persa: دریای کاسپین‎; en azerí: Xəzər dənizi; en kazajo: Kaspii teñızı) es el cuerpo de agua interior más grande del mundo, a menudo descrito como el lago más grande del mundo y, a veces, se hace referencia a él como un mar en toda regla. Es una cuenca endorreica, se encuentra entre Europa y Asia: al este del Cáucaso, al oeste de la amplia estepa de Asia Central, al sur de las fértiles llanuras del sur de Rusia en Europa Oriental y al norte de la montañosa meseta iraní. Cubre una superficie de 371.000 km² (excluyendo la laguna altamente salina de Kara Bogaz Gol al este), un área aproximadamente igual a la de Japón, con un volumen de 78.200 km³. Tiene una salinidad de aproximadamente 1,2% (12 g/L), aproximadamente un tercio de la salinidad del agua de mar promedio. Limita con Kazajistán al noreste, Rusia al noroeste, Azerbaiyán al suroeste, Irán al sur y Turkmenistán al sureste.
El mar se extiende 1.200 km de norte a sur, con un ancho promedio de 320 km. Su cobertura bruta es de 386.400 km² y la superficie está aproximadamente 27 metros por debajo del nivel del mar. Está fundamentalmente alimentado por el río Volga y por otros menos caudalosos como el Ural, el Emba y el Kurá. Dos cuencas profundas forman sus zonas central y sur. Estas conducen a diferencias horizontales en temperatura, salinidad y ecología. Su profundidad media es de 170 m, el lecho marino en el sur alcanza los 1.023 m por debajo del nivel del mar, que es la tercera depresión natural no oceánica más baja de la Tierra después de los lagos Baikal y Tanganica.
Los relatos escritos de los antiguos habitantes de su costa percibían el mar Caspio como un océano, probablemente debido a su salinidad y gran tamaño. Con una superficie de 371.000 kilómetros cuadrados, el mar Caspio es casi cinco veces más grande que el Lago Superior entre Estados Unidos y Canadá (82.000 kilómetros cuadrados). El mar Caspio es el hogar de una amplia gama de especies y es famoso por sus industrias de caviar y petróleo. La contaminación de la industria petrolera y las presas en los ríos que desembocan en él han dañado su ecología. Se predice que durante el siglo XXI, la profundidad del mar disminuirá entre 9 y 18 m debido al calentamiento global y al proceso de desertificación, lo que conducirá a un ecocidio.

## Toponimia
El nombre del mar deriva de la palabra «caspianos» (arameo: Kspy, griego: Kaspioi, persa: کاسپی) nombre del gentilicio de un antiguo pueblo que habitaba al suroeste del lago, en el hoy Transcaucasia. El geógrafo e historiador griego Estrabón escribió del territorio caspio en la Albania caucásica llamada así en honor a la tribu caspiana, como también lo fue con el lago; pero que esta gente ya no existe. Es más, el nombre de las Puertas Caspias, región iraní de la provincia de Teherán, podría indicar que la tribu emigró al sur del mar. La ciudad iraní Qazvín comparte la raíz de su nombre con el del mar. De hecho, el nombre tradicional en árabe para el mar es Bahr al-Qazwin (Mar de Qazvin).

## Historia

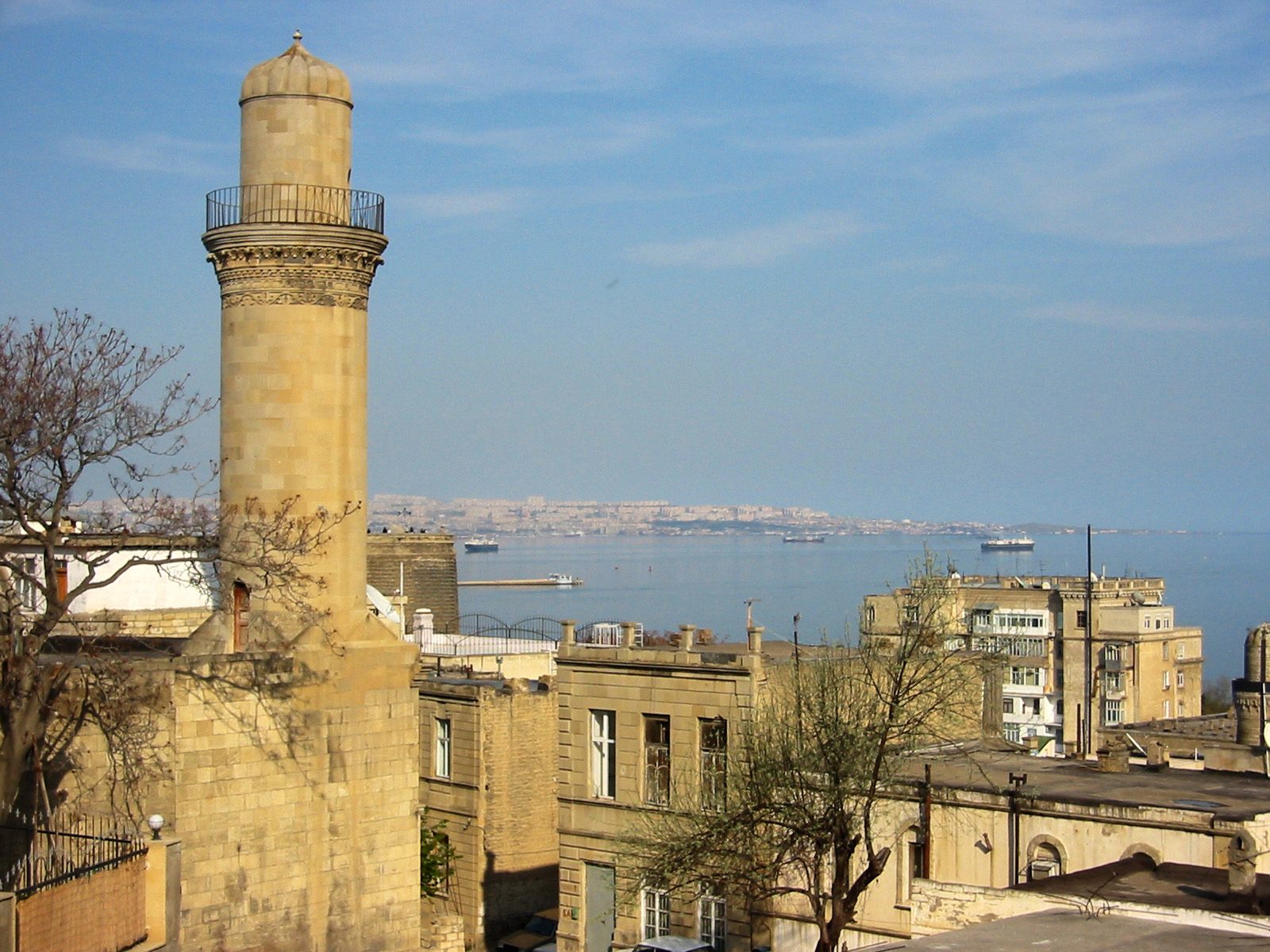
El mar Caspio, visto desde Bakú, Azerbaiyán.

Se estima que el mar tiene alrededor de 30 millones de años de antigüedad. No tiene salida desde hace 5,5 millones de años. Descubrimientos en la cueva de Huto, cerca de la ciudad de Behshahr (Irán), sugieren que el área ha sido habitada desde hace 75,000 años.
En la época clásica, era denominado océano Hircanio. También ha sido denominado mar de Jazar. Tanto en la antigua Persia como en el Irán actual se le conoce como el mar de Mazandarán. Las antiguas fuentes rusas se refieren a él como el mar de Khvalia, debido a los Khvalis, los habitantes de Corasmia; en las fuentes árabes clásicas se le nombra como Bahr-e-Qazvin, mar de Qazvín.
Ciudades históricas a la orilla son:
- Hircania, Persia (Irán)
- Tamisheh, Persia
- Atil, Khazaria
- Khazaran

### Estudio y exploración
La exploración científica del Mar Caspio comenzó en el siglo XVIII por iniciativa de Pedro I el Grande. El primer informe sobre el mar fue publicado por la Academia de Ciencias de Rusia en 1720. Una descripción del mar por Fedor I. Soimonov, que contenía las primeras instrucciones de navegación, y un atlas del mar se publicaron en 1731. Exploración hidrográfica de la cuenca del Caspio fue continuada por la armada rusa y se completó principalmente en la segunda mitad del siglo XIX. Importantes mediciones del nivel de la superficie del mar se iniciaron en Bakú en 1830 y ahora se llevan a cabo en más de 20 sitios.
Las primeras investigaciones multidisciplinarias del Mar Caspio (hidrológicas, químicas y biológicas) se llevaron a cabo durante las expediciones dirigidas por el zoólogo ruso Nikolai M. Knipovich. Las observaciones hidrometeorológicas periódicas se iniciaron en la década de 1920. Las investigaciones del mar ahora están coordinadas por el Consejo Científico del Mar Caspio. Los programas más importantes son los que estudian las fluctuaciones a largo plazo del régimen y el nivel del agua del mar, la protección del medio marino, la preservación de la productividad biológica del mar y las características naturales únicas. Con la desintegración de la Unión Soviética y el desarrollo de conflictos políticos en la región, se llevaron a cabo pocas investigaciones importantes durante la década de 1990. Sin embargo, a principios del siglo XXI, la investigación científica había comenzado a abordar los problemas ambientales en la región.

## Geología
Al igual que el mar Negro, el Mar Caspio es uno de los restos del antiguo mar Paratetis. El mar Caspio se quedó sin salida al mar hace 5,5 millones de años debido a la elevación tectónica y una caída del nivel del mar. Durante los períodos climáticos cálidos y secos, llegó a casi a secarse, depositando en el suelo sedimentos evaporíticos como la halita. Debido a la actual afluencia de agua dulce, el mar Caspio es un lago de agua dulce en el norte. Tiene un índice de salinidad mayor en la costa de Irán, donde la cuenca hidrográfica tiene poco caudal. Actualmente la salinidad media del mar Caspio es una tercera parte de la media de los océanos de la Tierra. En el golfo de Kara Bogaz Gol, el cual se secó temporalmente en la década de 1980 aunque desde entonces se ha ido recuperando, multiplica por diez la salinidad oceánica.

### Características submarinas
El norte del Caspio, con un área de 99,400 km², es la porción menos profunda del mar, con una profundidad promedio de 4 a 8 m, alcanzando un máximo de 20 m a lo largo del límite con el Caspio medio. El fondo está formado por una llanura sedimentaria ondulante monótona, interrumpida solo por una línea de barras y bajíos del sur, algunos de los cuales constituyen los cimientos de las islas Tiuleni y Kulaly y los bajíos de Zhemchuzhny, que reflejan las elevaciones estructurales subyacentes. Más allá de ese cinturón, conocido como el banco Mangyshlak, el Caspio medio, de 137,917 km² de área, forma una depresión irregular con una abrupta pendiente occidental y una suave pendiente oriental. La parte menos profunda, una plataforma con profundidades que alcanzan los 100 a 140 m, se extiende a lo largo de ambas orillas, con la ladera occidental surcada por deslizamientos de tierra y cañones sumergidos. Los restos de antiguos valles fluviales se han descubierto en la suave vertiente oriental; el fondo de la depresión comprende una llanura que se profundiza hacia el oeste. El banco Abşeron, un cinturón de bajíos e islas que se elevan desde elevaciones sumergidas de rocas más antiguas, marca la transición hacia el sur del Caspio, una depresión que cubre aproximadamente 149,100 km². Esa depresión está bordeada por una plataforma que es estrecha hacia el oeste y el sur, pero se ensancha hacia el este. Una serie de crestas sumergidas rompe el relieve hacia el norte, pero por lo demás, el fondo de la depresión es una llanura plana y contiene las mayores profundidades del Caspio.

## Geografía
El mar Caspio es frontera natural de Rusia (Daguestán, Kalmukia, óblast de Astracán), Azerbaiyán, Irán (provincias de Guilán, Mazandarán y Golestán), Turkmenistán (provincia de Balkan), y Kazajistán, con las estepas de Asia central al norte y al este. En la costa oriental, en la costa turkmena, se localiza un gran entrante, el golfo de Kara Bogaz Gol. La costa del Caspio es irregular, con grandes golfos al este, entre los que se encuentra el de Turkmenbashi y el Kara Bogaz Gol (Garabogazköl Aylagy), de poquísima profundidad, que sirve de cuenca de evaporación y es el lugar en que se encuentra una importante planta química que extrae sales.

### Islas

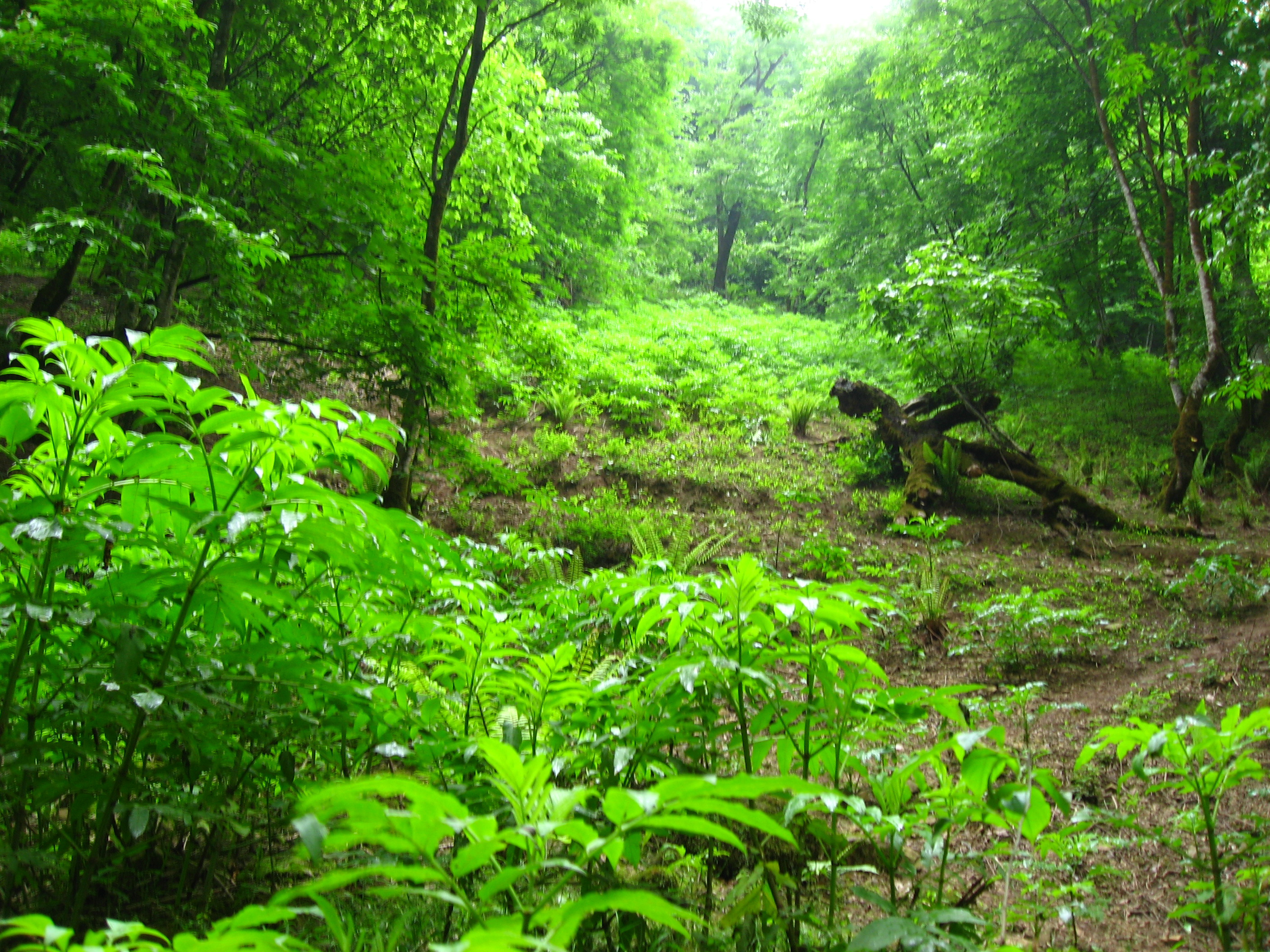
Bosque mixto hircano del Caspio, al norte del Irán y Azerbaiyán del Sur

El mar Caspio tiene numerosas islas en su longitud. Ogurja Ada es la isla más grande. La isla tiene 47 kilómetros de largo, con gacelas paciendo libremente.
Al norte del mar Caspio, la mayoría de las islas son pequeñas y deshabitadas, como las islas Tiuleni, una Área Importante de Pájaros (IBA), aunque algunos de ellos tienen colonos humanos.
Muchas de las islas cercanas en la costa de Azerbaiyán tienen una gran importancia geopolítica y económica debido a sus reservas de petróleo. La Isla Bulla está ante las costas de Azerbaiyán, y cuenta con enormes reservas de petróleo. El Isla Pirallahı, ante la costa de Azerbaiyán, también tiene reservas de petróleo, y fue uno de los primeros lugares en Azerbaiyán donde se descubrió petróleo, y fue el primer lugar en el mar Caspio donde se realizó una perforación sectorial. La isla Boyuk Zira fue utilizada como una balsa de la Unión Soviética y es la isla más grande de la bahía de Bakú. Ashuradeh se encuentra en el extremo oriental de la península de Miankale al nordeste de la bahía de Gorgan, cerca de la costa iraní. Fue separada de la península después de que los isleños crearan un canal.
Varias islas, particularmente alrededor de Azerbaiyán, han sufrido graves daños ambientales debido a la producción de petróleo. Vulf, por ejemplo, sufrió graves daños ecológicos de la producción de petróleo en las islas vecinas, a pesar de que se pueden seguir encontrando focas del Caspio y varias especies de aves marinas.

### Ciudades cercanas al mar Caspio

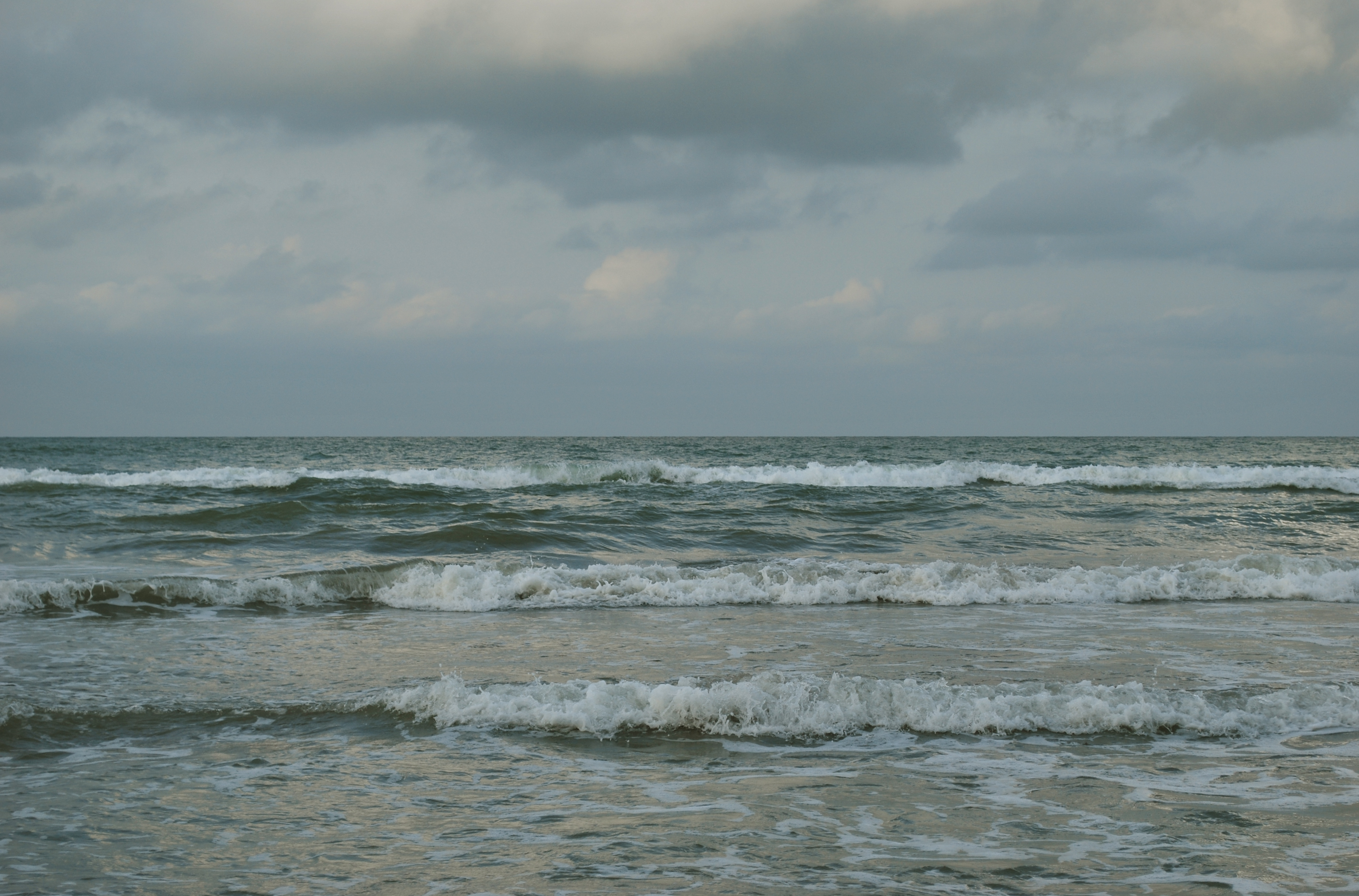
Orilla del mar Caspio, cerca de Bandar Anzali, Irán

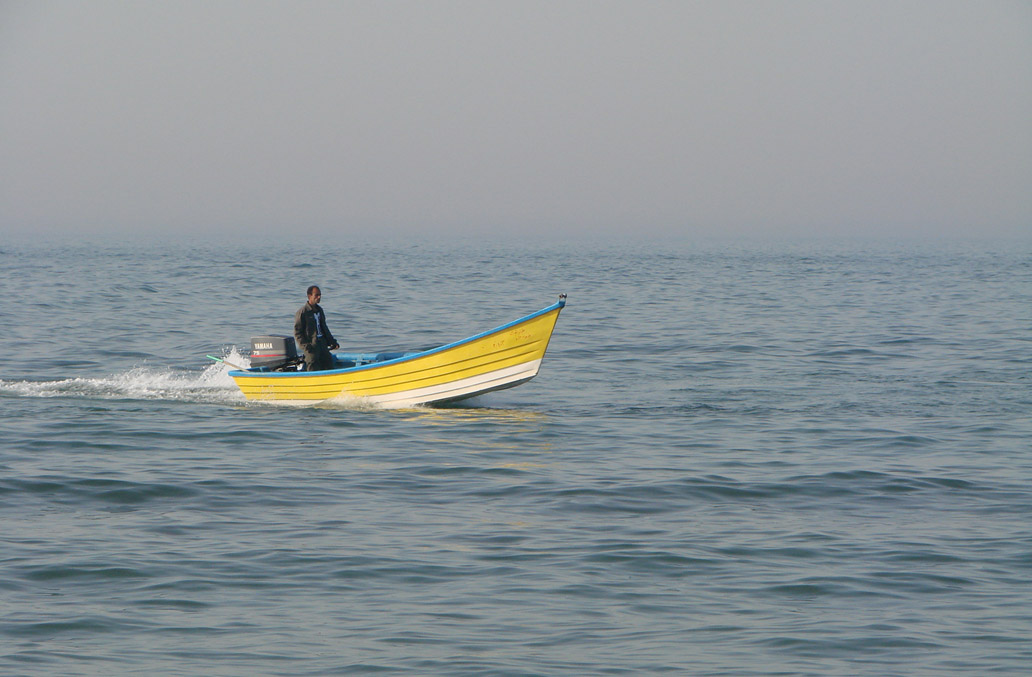
Mar Caspio en Babolsar, Irán

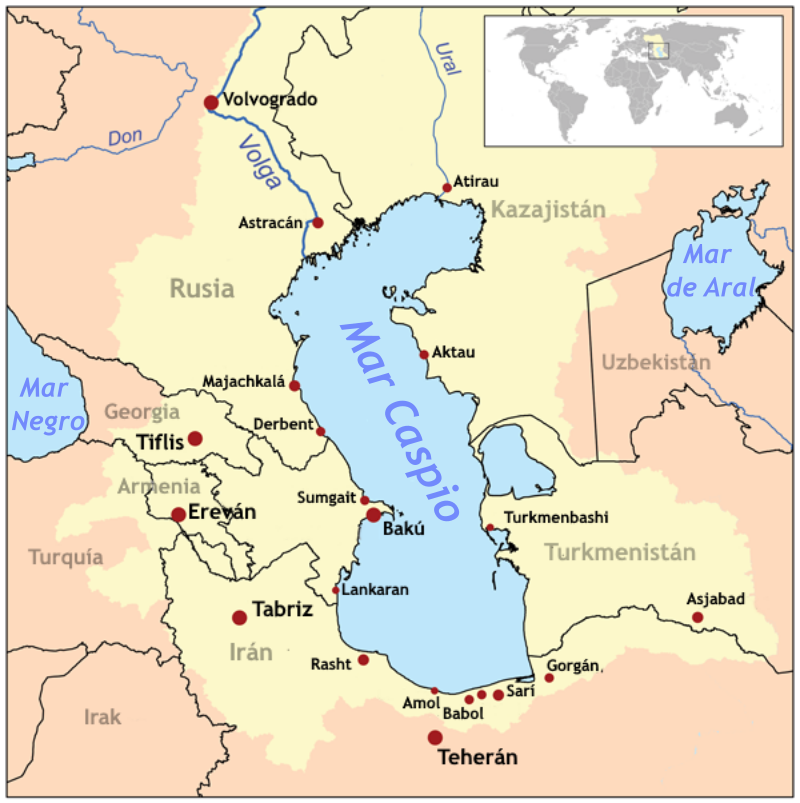
Mapa del mar Caspio, el color amarillo indica la cuenca del Caspio. (Desde que se dibujó este mapa, el Mar de Aral adyacente ha disminuido de forma muy importante.)

Destacadas ciudades históricas a orillas del mar Caspio son:
- Hircania, antiguo estado al norte del Irán
- Astracán, Derbent y Majachkalá, en Rusia
- Bakú, Astara, Lenkoran, Sumqayit, Neft Daşları, Jachmaz en Azerbaiyán
- Astara, Bandar-e Anzali y Chalus, en Irán
- Türkmenbaşy (la antigua Krasnovodsk), en Turkmenistán
- Aktau (la antigua Shevchenko) y Atirau (la antigua Guriev), en Kazajistán

Ciudades modernas:
- Azerbaiyán
  - Astara
  - Avrora
  - Bakú
  - Bankə
  - Gobustán
  - Qala
  - Khudat
  - Khachmaz
  - Lankaran
  - Lenkoran
  - Nabran
  - Neft Daşları
  - Oil Rocks
  - Sumqayit

- Irán
  - Ali Abad
  - Amol
  - Astaneh-ye Ashrafiyeh
  - Astara
  - Babul
  - Babolsar
  - Bandar-e Anzali
  - Bandar-e-gaz
  - Bandar Torkaman
  - Behshahr
  - Chalus
  - Fenderesk
  - Ghaem Shahr
  - Gonbad-e Kavus
  - Gorgan
  - Jooybar
  - Kordkuy
  - Lahijan
  - Langrud
  - Mahmood Abad
  - Neka
  - Nowshahr
  - Nur
  - Ramsar
  - Rasht
  - Rudbar
  - Rudsar
  - Sari
  - Tonekabon
- Kazajistán
  - Atirau (anteriormente Guriev)
  - Aqtau (anteriormente Shevchenko)
- Rusia
  - Astracán
  - Derbent
  - Majachkalá
- Turkmenistán
  - Türkmenbaşy (anteriormente Krasnovodsk)
  - Hazar (anteriormente Çeleken)
  - Esenguly
  - Garabogaz (anteriormente Bekda)

### Canales existentes y propuestas
A pesar de que el mar Caspio pertenece a una cuenca endorreica, su principal afluente, el Volga, está conectado a través de canales muy importantes cómo son el canal que conecta con el río Don (y por lo tanto con el Mar Negro) y el canal que conecta con el Mar Báltico, con canales subsidiarios hasta el norte de Dvina y hacia el Mar Blanco.
Otro afluente del Mar Caspio, el río Kumá, está conectado por un canal de riego con la cuenca del Don.

#### Canales propuestos en el pasado
El Canal principal del Turkmenistán, la construcción del cual se inició en 1950, se extendería desde el Nukus en Amu-Darya de Krasnovodsk al mar Caspio. Sería utilizado no sólo para el riego, sino también para el transporte, la conexión de Amu-Darya y el Mar de Aral con el mar Caspio. El proyecto fue abandonado al poco de la muerte de Stalin, a favor del Canal de Karakum, que se ejecuta en una ruta más al sur y no llega al mar Caspio.
Desde los años 1930 hasta 1980, los proyectos del Canal Pechora-Kama fueron ampliamente discutidos, y algunas pruebas de construcción con experimentos con explosiones nucleares se llevaron a cabo en 1971. Para este proyecto, el transporte marítimo era una consideración secundaria, el objetivo principal era redirigir una parte del agua del río Pechora (que desemboca en el Océano Ártico) a través del Kama al Volga. Los objetivos eran principalmente el riego y estabilizar el nivel de agua al mar Caspio, que se creía que estaba decayendo peligrosamente rápido en aquel momento.

#### Canal de Eurasia
En junio de 2007, para impulsar el acceso a los mercados de la riqueza en petróleo que tenía el país, el presidente del Kazajistán Nursultán Nazarbáyev propuso un enlace de 700 km entre el mar Caspio y el mar Negro. Se espera que el "Canal de Eurasia" (Canal Manych Ship) transformaría el Kazajistán sin litoral y otros países de Asia Central en estados marítimos, lo que les permitiría aumentar significativamente el volumen de comercio. Mientras que el canal atravesaría territorio ruso, beneficiaría Kazajistán a través de sus puertos del Mar Caspio.
La ruta más probable para el canal, los funcionarios del Comité de Recursos Hídricos del Ministerio de Agricultura del gobierno del Kazajistán dicen, que siga la depresión del Kuma–Manych, donde en la actualidad una cadena de ríos y lagos ya está conectado por un canal de riego (Canal Kumá-Mánych). La actualización del Canal Volga-Don sería otra opción.

## Hidrografía

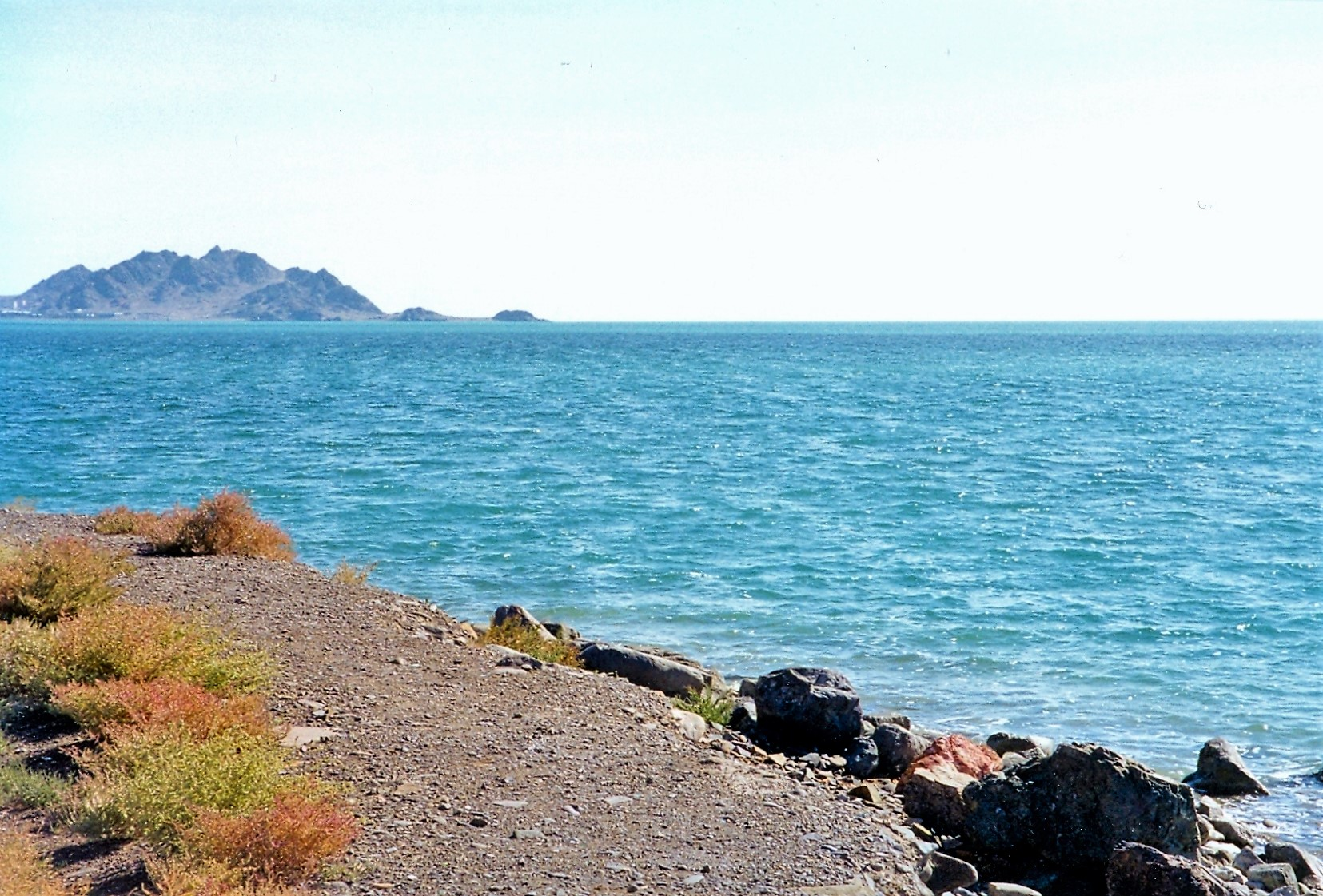
Orilla del mar Caspio, Türkmenbaşy, Turkmenistán.

El mar Caspio tiene características comunes tanto con los mares como con los lagos. A menudo es considerado el lago más grande del mundo, a pesar de no ser de agua dulce.
El Volga (que aporta un 80% del agua de río) y el Ural desaguan en el mar Caspio, que es endorreica, es decir, que no tiene ninguna salida natural de agua (aparte de la derivada de la evaporación). De este modo, el ecosistema caspiano es el de una cuenca cerrada, con su propio nivel del mar que es independiente del nivel eustático de los océanos del mundo. El Caspio se cerró hace unos 5,5 millones de años. Su nivel ha ido bajando y subiendo, a menudo rápidamente, varias veces a lo largo de los siglos. Algunos historiadores rusos sostienen que una de las crecidas medievales del mar Caspio ocasionaron la inundación de algunas ciudades costeras de los jázaros, como Atil. En 2004, el nivel de las aguas era de 28 metros bajo el nivel del mar.

## Clima
La zona norte del mar Caspio se congela durante el invierno, y en inviernos fríos, toda el área norte queda cubierta de hielo. El hielo también aparece en algunas áreas del sur en diciembre y en enero. En inviernos suaves, el hielo forma bancos en las áreas pantanosas cerca de la costa.

## Fauna
El Caspio acoge gran número de esturiones, productores de huevos que son procesados como caviar. En los últimos años la sobrepesca ha amenazado al esturión hasta tal punto que diversos grupos ecologistas han empezado a abogar por la prohibición de la pesca del esturión hasta que la población se recupere. Sin embargo, los precios del caviar del esturión son tan altos que los pescadores sobornan a las autoridades para evitar la legislación, haciéndola inefectiva.[cita requerida] La industria del caviar hace peligrar aún más el número de peces, ya que se centra en la captura de las hembras fértiles.[cita requerida]
La foca del Caspio (Phoca caspica, o Pusa caspica) es endémica del Caspio, y es una de las pocas especies de foca que viven en aguas interiores (véase también foca del Baikal).

## Economía
La zona es rica en recursos energéticos. Además de los yacimientos petrolíferos que se han descubierto recientemente, hay que contar las enormes bolsas de gas natural, aunque todavía es preciso seguir explorando la zona para conocer su máximo potencial. Los países con salida al mar Caspio están desarrollando su juego geopolítico, sobre todo gracias a la inestabilidad de Oriente Medio y la consiguiente modificación de las políticas energéticas de muchos países occidentales. El otro factor, no menos influyente, lo constituye el despliegue militar que los EE. UU. han llevado a cabo en la región de Asia Central.
Un problema clave es el estatus del mar Caspio y el establecimiento de los límites de las aguas territoriales entre los cinco países que lo comparten. Rusia, Azerbaiyán y Kazajistán firmaron un acuerdo en 2003 por el cual se dividía el 64% del norte del mar entre ellos, aunque los otros dos países ribereños, Irán y Turkmenistán, no secundaron tal propuesta. Probablemente, esto dará lugar a que las tres naciones que han firmado el acuerdo sigan adelante y desarrollen su industria a pesar de todo, mientras que los otros dos países lleguen a estancarse.
Actualmente, Azerbaiyán y Kazajistán han visto el mayor aumento de la producción petrolífera, un 70% desde 1992. Con todo, la región todavía no ha llegado al máximo de su productividad; se estima que la producción regional total de 1,6 millones de barriles (250.000 m³) por día apenas alcanza a la producción de Brasil. Se espera que se triplique antes de 2010.
La región del mar Caspio contiene entre 17 y 44 mil millones de barriles de petróleo, pero en la región del Gran Juego puede haber entre 80 y 150 mil millones de barriles.
La región tiene un estimado de reservas de gas de 230 trillones de pies cúbicos.

## Disputas internacionales

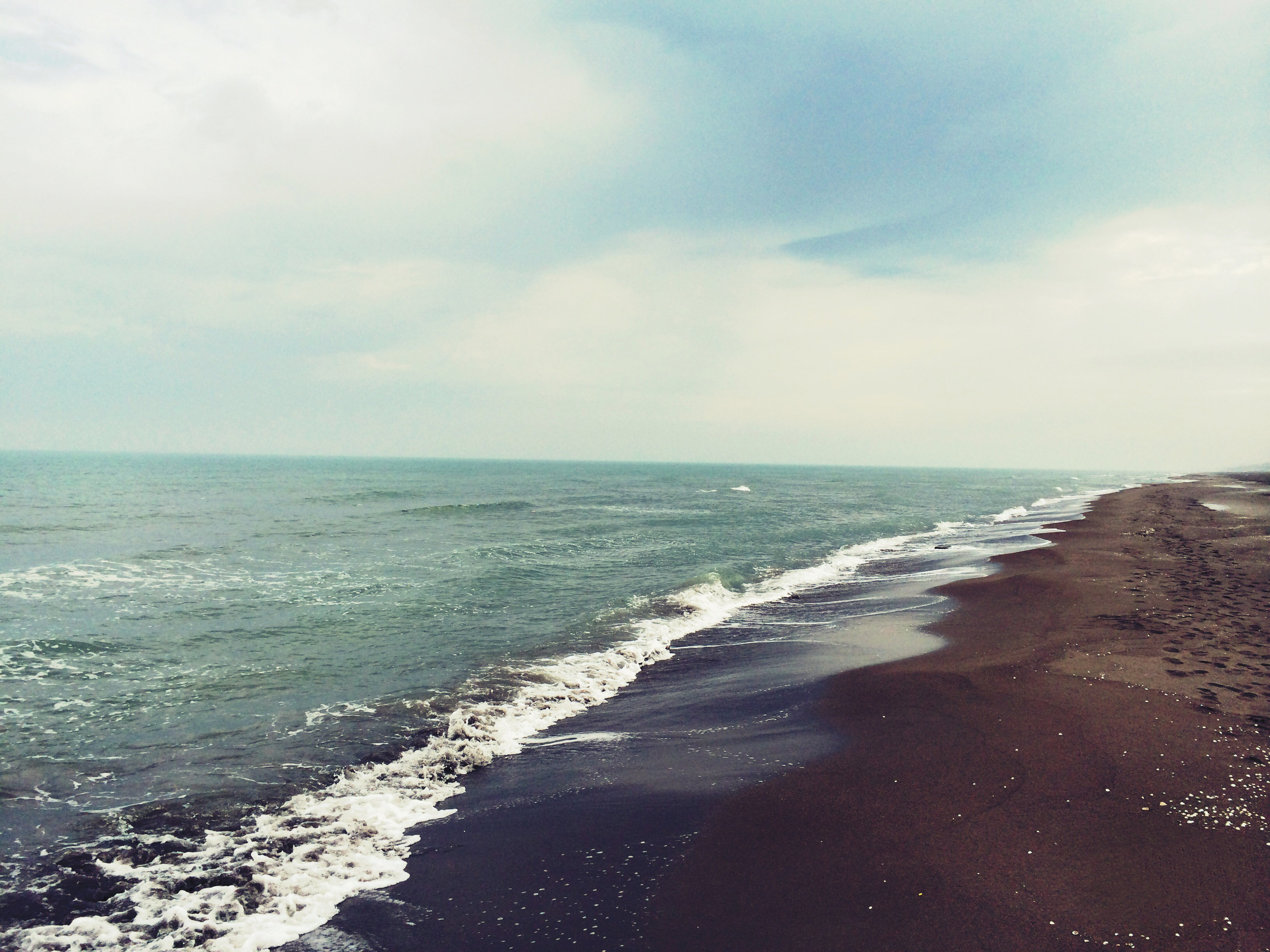
Playa de Jezeshahr.

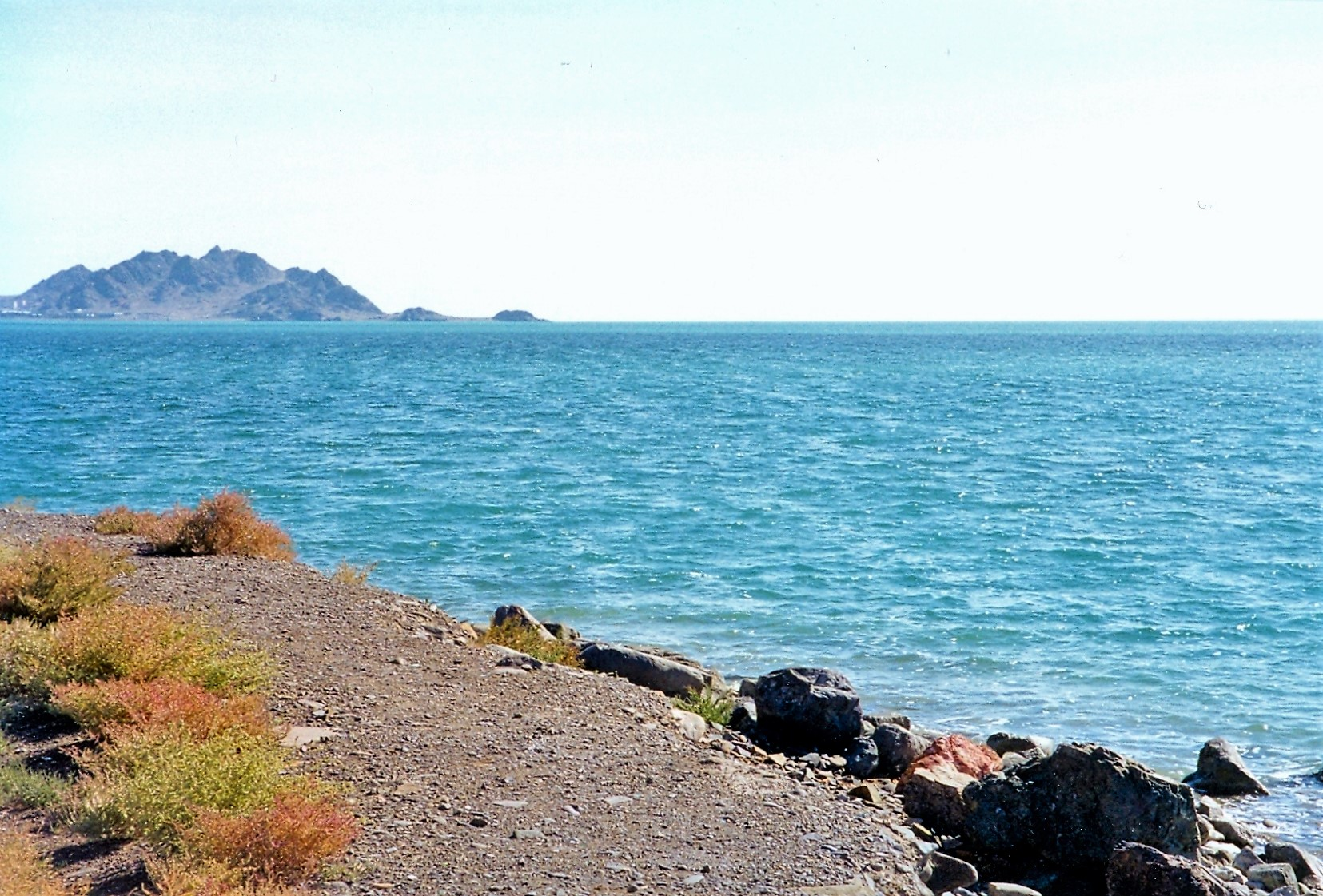
El mar Caspio.

Existen tres asuntos de importancia que ha de regular el estatus del mar Caspio: acceso a recursos minerales (petróleo y gas natural), acceso a pesca y acceso a aguas internacionales (a través del río Volga y los canales que conectan con el mar Negro y el mar Báltico). El acceso al Volga es especialmente importante para los estados interiores de Azerbaiyán, Kazajistán y Turkmenistán. Por supuesto, todo ello afecta directamente a Rusia, ya que sus futuros oleoductos pasarán por este territorio, aunque irán hacia las aguas interiores. Si una extensión de agua se considera mar, entonces se sentarían precedentes y los tratados internacionales obligarían a que se garantizase el acceso a los buques extranjeros. Por el contrario, si una extensión de agua se considera meramente un lago, no existen tales obligaciones. Los asuntos medioambientales también tienen que ver en mayor medida con el estatus y con las fronteras. Asimismo, habría que destacar que Rusia se quedó con el grueso de la antigua Flota Militar Soviética del Caspio, siendo actualmente la presencia militar más fuerte en él. Otros países como Azerbaiyán, Kazajistán y sobre todo Turkmenistán recibieron una pequeña parte de los restos de la flota, ya que no disponen de ciudades portuarias de magnitud.
- De acuerdo con el tratado firmado entre el Imperio persa (predecesor del Irán actual) y el Imperio ruso, el mar Caspio es técnicamente un lago y debe ser dividido en 2 sectores (persa y ruso), pero los recursos (por aquel entonces principalmente pescado) serían compartidos. La línea entre los dos sectores debía ser considerado como una frontera internacional en un lago común (como el lago Alberto). También el sector ruso fue subdividido en sectores administrativos de las cuatro repúblicas litorales.
- Después de la disolución de la Unión Soviética no todas las nuevas repúblicas independientes asumieron la continuidad del antiguo tratado. En un principio, Rusia e Irán anunciaron que continuarían con su adhesión al antiguo tratado (sin embargo, ya no tienen una frontera común, por lo que esto es parcialmente imposible). Kazajistán, Azerbaiyán y Turkmenistán anunciaron que no se consideran partes de este tratado.
- Más tarde surgieron varias propuestas para que todos los estados litorales llegasen a un acuerdo común sobre la situación del mar.

Finalmente, el 12 de agosto de 2018 en Aktau, Kazajistán, se firma un acuerdo considerado de histórico tras casi tres décadas de desacuerdos entre los distintos países con acceso al mar. El acuerdo le da un estatus especial, ni mar ni lago, quedando dividido en aguas territoriales que no superaran las 15 millas marítimas de ancho, zonas exclusivas para la pesca y aguas de uso común. La solución alcanzada considera que el agua de la superficie será de uso común, en cambio el lecho marino – que es rico en recursos naturales – será dividido.
- - Azerbaiyán, Kazajistán y Turkmenistán han insistido en que los sectores deben basarse en la línea mediana, de esta forma correspondiéndole a cada estado un sector proporcional de la longitud de su línea costera sobre el Caspio. Además los sectores formarían parte del territorio soberano de ese estado particular (convirtiéndolos en líneas de frontera internacionales y permitiendo que cada estado disponga de los recursos en su sector como desee de manera unilateral).
  - Irán insistió en que los sectores deben ser tales que a cada estado le corresponda un 1/5 del mar Caspio. Este criterio es ventajoso para Irán, porque su línea costera es proporcionalmente más reducida.

- - Rusia propuso una solución de compromiso: el fondo marino (y con ello sus recursos minerales) se divide mediante líneas sectoriales (según las dos variantes enunciadas previamente), la superficie (y con ello los derechos pesqueros) a ser compartida por todos los estados (con las siguientes variaciones: toda la superficie se comparte en forma común; cada estado tiene asignada una zona exclusiva y una única zona común central a ser compartida. La segunda variante no se considera práctica, a causa de las dimensiones pequeñas de todo el mar).

*Situación actual
Rusia, Kazajistán y Azerbaiyán han acordado una solución sobre sus sectores. No existen disputas entre Kazakhstán y Turkmenistán, pero este último no participa de manera activa, por lo que no existe acuerdo. Azerbaiyán se encuentra enfrentado con Irán sobre algunos campos petroleros que ambos se disputan les corresponde. En ciertas ocasiones en que las lanchas patrulleras de Irán han abierto fuego contra buques enviados por Azerbaiyán para explorar la región disputada. Existen tensiones similares entre Azerbaiyán y Turkmenistán (este último sostiene que el primero ha bombeado más petróleo que el convenido de un campo, que ambas partes reconocen es compartido). De menor importancia son los temas de discusión entre Turkmenistán e Irán. Más allá de ello, el sector sur del mar se encuentra bajo disputa.
- - Rusia y Kazajistán firmaron un tratado, según el cual, dividieron la parte norte del Mar Caspio entre ellos en dos sectores a lo largo de la línea mediana. Cada sector constituye una zona exclusiva de su estado. Por lo tanto todos los recursos, fondo marino y superficie son exclusivos de este estado en particular.
  - Rusia y Azerbaiyán firmaron un tratado similar con respecto a su frontera común.
  - Kazakhstán y Azerbaiyán firmaron un tratado similar con respecto a su frontera común.
  - Irán no reconoce los acuerdos bilaterales entre los otros estados del litoral, pero ello tienen implicancias prácticas limitadas, porque no tiene fronteras comunes con Rusia y Kazakhstán. Además Irán continúa insistiendo en la necesidad de contar con un solo acuerdo multilateral entre los cinco estados del litoral (ya que es la única forma de obtener su parte de 1/5).
  - La posición de Turkmenistán no es clara.

Posteriormente Rusia adoptó la división sectorial correspondiente a la línea mediana y los tres tratados ya firmados entre algunos estados del litoral adoptaron el mismo criterio por lo que parece ser el método realista para regular las fronteras en el Caspio.
El sector ruso se encuentra plenamente definido. El sector de Kazakhstán no se encuentra definido por completo, pero tampoco se encuentra disputado. Los sectores de Azerbaiyán, Turkmenistán e Irán no se encuentran definidos por completo.
No resulta claro si el tema del acceso al Volga por los buques de Azerbaiyán y Kazajistán se encuentra cubierto por sus acuerdos con Rusia como también cuales son las condiciones de acceso al Volga para buques de Turkmenistán e Irán.

## Características y ecología
El mar Caspio recibe las aguas de los ríos Volga, Ural y Emba. Existe el proyecto de unir el Caspio con el mar de Azov a través del canal Kumá-Mánych .
El Caspio tiene características comunes a mares y lagos. Con frecuencia es considerado como el lago más grande del mundo, si bien en realidad no es un lago de agua dulce.
El río Volga aporta el 80 % del agua fluvial que allá confluye. De sistema llamado endorreico, la evaporación es el único mecanismo natural de pérdida de agua. Por este motivo, el ecosistema del mar Caspio se asemeja al de un tanque de agua con su propia historia hídrica independiente del nivel eustático del resto de los océanos del planeta.
El Caspio quedó inmerso en la masa continental hace aproximadamente 5.5 millones de años. Su nivel ha experimentado cambios, a menudo en intervalos de tiempo reducidos, varias veces desde su formación. Algunos historiadores rusos describen cómo una importante crecida de su nivel durante la Edad Media causó inundaciones en las ciudades ribereñas de Atil. En 2004 el nivel de las aguas es de -28 metros, o lo que es lo mismo 28 metros por debajo del nivel del mar.

### Niveles del agua en el mar Caspio
El nivel del agua en el mar Caspio está por debajo del nivel medio de los océanos.
Entre 1840 y 1930 las oscilaciones de los niveles fueron limitadas, variando entre un máximo de -25.6, que se produjo en 1883 y mínimos de -26.55, que se verificaron en 1853, 1857 y en 1925.
A partir del año 1930 se produce una significativa reducción del nivel, pasando de -26.0 en ese año a -29.0 en 1977, lo que significa una reducción media de 6.25 cm por año. Este descenso de 3 m en el nivel del mar tiene dos etapas bien diferenciadas. En la primera etapa con una duración de aproximadamente 11 años, el nivel del mar baja unos 180 cm (aproximadamente -16.3 cm/año), en forma prácticamente monótona; en la segunda etapa, entre 1940 y 1976, el nivel del mar se reduce de 120 cm, es decir presenta una reducción media de -3.3 cm/año, presentando sin embargo oscilaciones interanuales.
A partir de 1978, hasta 1995 el nivel del mar Caspio se incrementa a razón de +13.09 cm/año, alcanzando ese último año la cota -26.55 con referencia al nivel medio de los océanos.
Desde el año 1996 hasta 2017 se ha verificando un nuevo período plurianual de descenso del nivel del mar, que se ha incrementado a partir del 2005, cosa que esta preocupando a los estudiosos.

## Transporte

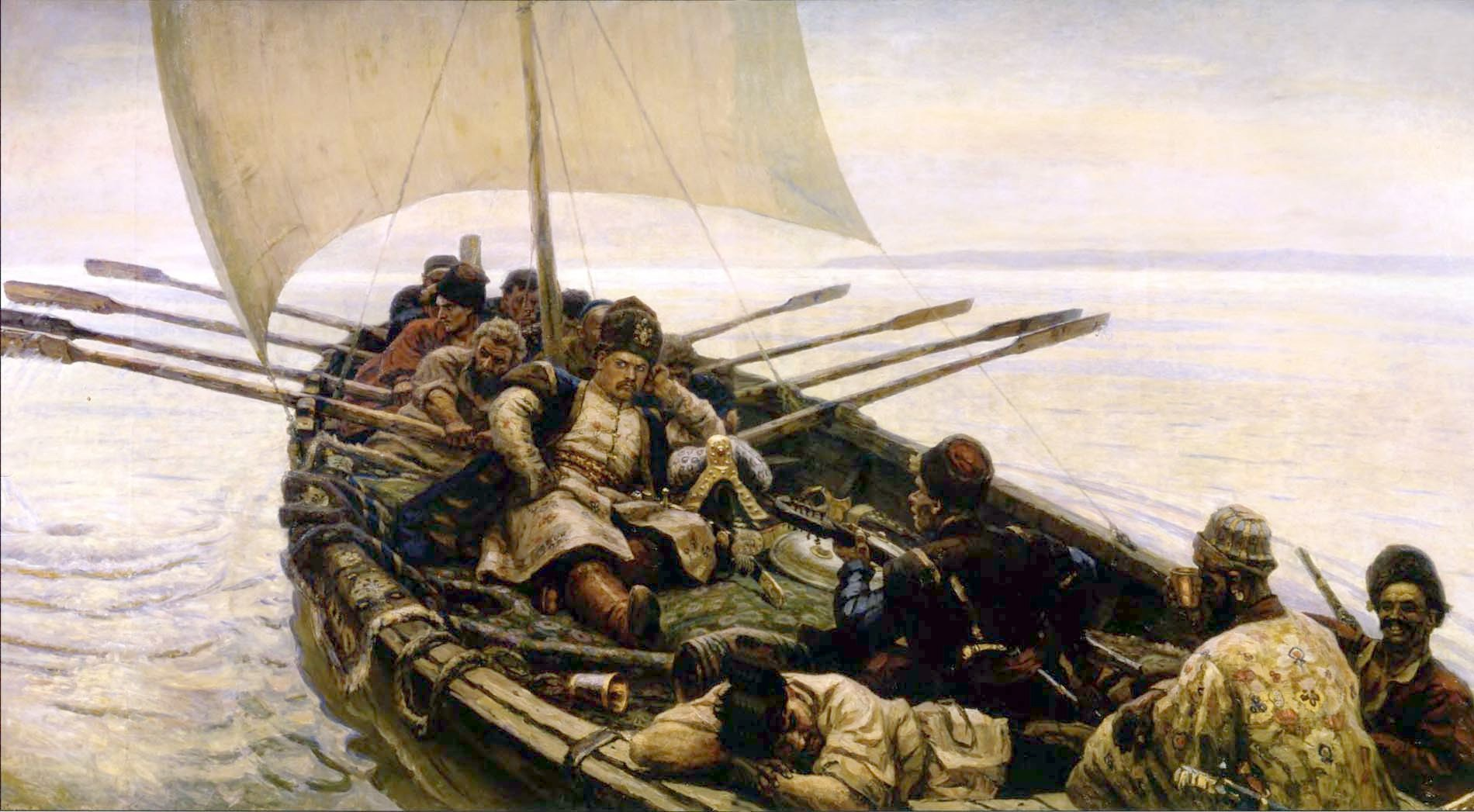
Stenka Razin en el Mar Caspio (Vasili Súrikov)

Existen varias compañías de ferris operando en el mar Caspio:
- línea entre Turkmenbashi, Turkmenistán (antiguamente Krasnovodsk) y Bakú
- línea entre Bakú y Aktau
- línea entre el río Obi

## En cultura popular
- En 1997, la película estadounidense de acción y suspenso llamada Avión Presidencial que fue dirigida por Wolfgang Petersen, el lugar donde se estrelló el Air Force One (Boeing 747-146 [retratando Boeing VC-25A]) después de desviar del espacio aéreo kazajo en la Provincia de Atirau, Kazajistán.